# Liste des dirigeants actuels des provinces de Papouasie-Nouvelle-Guinée
 (août 2023).
Cette page dresse la liste des dirigeants actuels des 22 provinces de Papouasie-Nouvelle-Guinée (1 province autonome, 20 provinces de droit commun et le district de la capitale).

## Dirigeants des provinces
| Province                          | Statut     | Nom                          | Depuis (le)       |
| --------------------------------- | ---------- | ---------------------------- | ----------------- |
| Bougainville                      | Président  | John Momis                   | 10 juin 2010      |
| Centrale                          | Gouverneur | Kila Haoda                   | 2012              |
| District de la capitale nationale | Gouverneur | Powes Parkop                 | 17 août 2007      |
| Enga                              | Gouverneur | Peter Ipatas                 | Juillet 1997      |
| Golfe                             | Gouverneur | Kavo Havila                  | 2007              |
| Hela                              | Gouverneur | Francis Potape               | 13 septembre 2016 |
| Highlands-Méridionaux             | Gouverneur | William Powi                 | 2012              |
| Highlands-Occidentaux             | Gouverneur | Paias Wingti                 | 2012              |
| Highlands-Orientaux               | Gouverneur | Julie Soso                   | 2012              |
| Jiwaka                            | Gouverneur | William Tongamp              | Août 2012         |
| Madang                            | Gouverneur | Jim Kas                      | 2012              |
| Manus                             | Gouverneur | Charlie Benjamin             | 2012              |
| Milne Bay                         | Gouverneur | Titus Philemon               | 2012              |
| Morobe                            | Gouverneur | Kelly Naru                   | 2012              |
| Nouvelle-Bretagne-Occidentale     | Gouverneur | Sasindran Muthuvel           | 2012              |
| Nouvelle-Bretagne-Orientale       | Gouverneur | Ereman Tobaining, Jr.        | Août 2012         |
| Nouvelle-Irlande                  | Gouverneur | Sir Julius Chan              | 2007              |
| Occidentale (Fly River)           | Gouverneur | Roy Biyama                   | 13 février 2017   |
| Oro                               | Gouverneur | Garry Juffa                  | 2012              |
| Sandaun (Sepik-Occidental)        | Gouverneur | Amkat Mai                    | Septembre 2015    |
| Sandaun (Sepik-Occidental)        | Gouverneur | Belden Namah (en opposition) | 22 avril 2015     |
| Sepik-Oriental                    | Gouverneur | Allan Bird                   | juillet 2017      |
| Simbu                             | Gouverneur | Noah Kool                    | juillet 2022      |

## Note(s)
1. ↑  Précédemment du 29 décembre 2015 au 7 janvier 2016.
2. ↑  Précédemment de 1995 à 1997 et de 2002 à 2007.
3. ↑  Précédemment de juillet 1997 à 2000.
4. ↑  Précédemment de janvier 2000 à 2002.
5. ↑  Précédemment de 2012 à novembre 2013.
6. ↑  Précédemment de juillet 2012 à juillet 2017.